# Acidaliastis systena
Acidaliastis systena is een vlinder uit de familie van de spanners (Geometridae). De wetenschappelijke naam van de soort is voor het eerst geldig gepubliceerd in 1978 door David Stephen Fletcher.